# المعجزة الاقتصادية اليابانية
المعجزة الاقتصادية اليابانية بعد الحرب هو الاسم الذي يطلق على الظاهرة التاريخية في اليابان للفترة القياسية لـ النمو الاقتصادي بعد الحرب العالمية الثانية.

## الخلفية التاريخية
لقد كانت تلك المعجزة الاقتصادية نتيجة استفادة اليابان بعد الحرب العالمية الثانية وألمانيا الغربية من الحرب الباردة. ولقد حدثت هذه المعجزة جزئيًا نتيجة المساعدات والمعونة التي قدمتها الولايات المتحدة، ولكن نتجت هذه المعجزة أساسًا نتيجة التدخل الاقتصادي للحكومة اليابانية. حققت الولايات المتحدة وجودًا قويًا في اليابان بعد الحرب العالمية الثانية بهدف تعطيل زحف النفوذ السوفيتي في المحيط الهادئ. ولقد كانت الولايات المتحدة معنيةً أيضًا بالنمو الاقتصادي في اليابان فقد كان هناك تهديد بأن الشعب الياباني التعيس والفقير بعد الحرب العالمية الثانية سوف يتحول إلى الشيوعية وإن فعل ذلك سيضمن هذا سيطرة الاتحاد السوفيتي على المحيط الهادئ.
من السمات المميزة للاقتصاد الياباني أثناء سنوات «المعجزة الاقتصادية»: التعاون بين المصنعين والموردين والموزعين والبنوك في جماعات مترابطة يطلق عليها اسم كيرستو (مجموعات الأعمال)P واتحادات نقابات الصناعات القوية وشانتو (الأجور السنوية) المميزة P والعلاقات الطيبة مع الموظفين الحكوميين وضمان العمل طوال العمر (شوشين كويو (العمالة الدائمة في اليابان)) في الشركات الكبيرة وفي المصانع العمالية المنظمة جدًا. لقد انبثقت هذه المعجزة الاقتصادية أساسًا عن السياسة الاقتصادية اليابانية، لا سيما من خلال وزارة الصناعة والتجارة الدولية.

## المساهمات الأمريكية

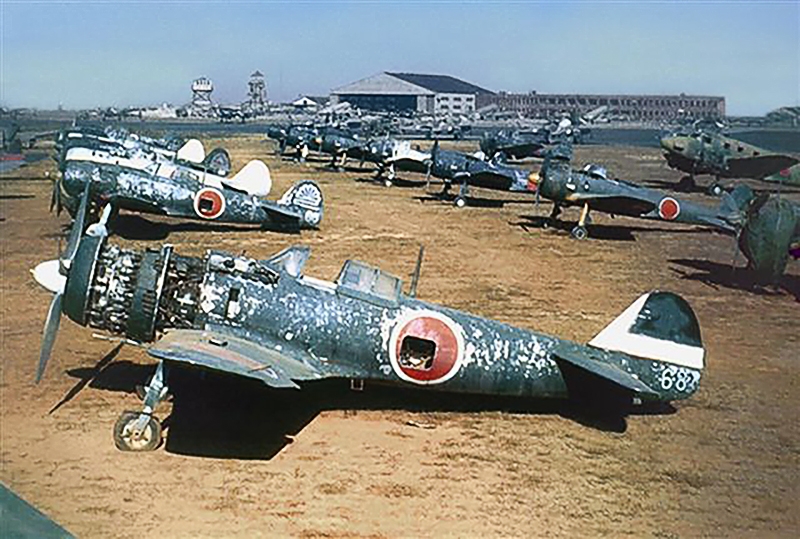
التأسيس الفني لصناعة الطيران التي نجت من الحرب

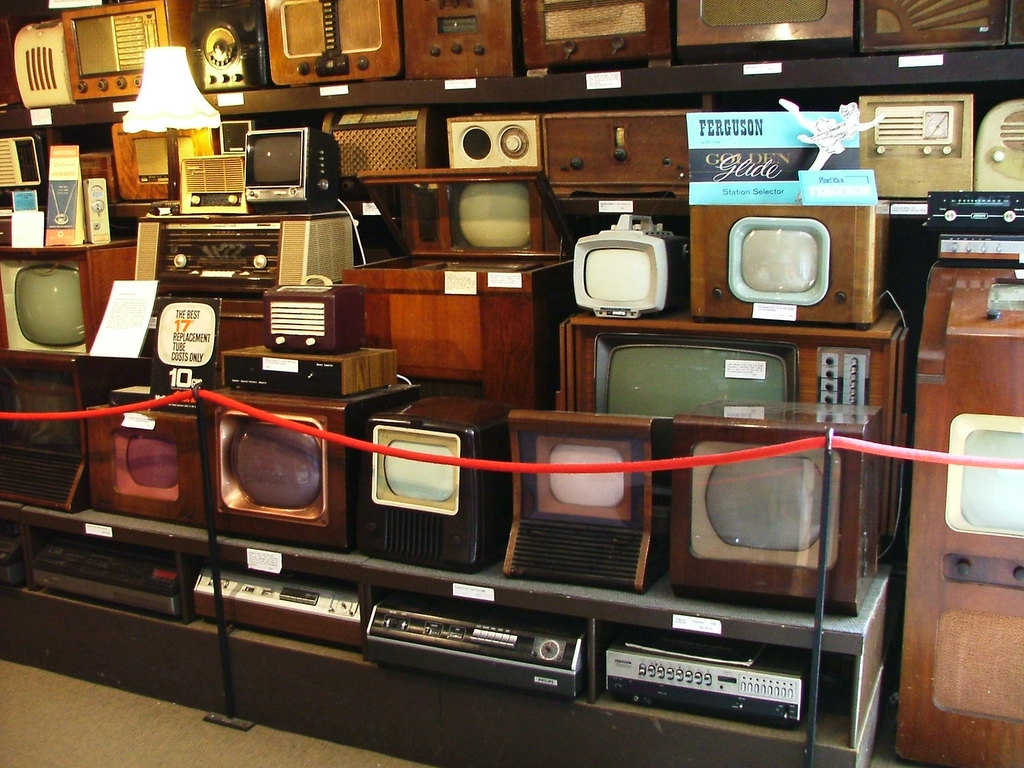
أجهزة التلفاز المصنعة في اليابان أثناء فترة الازدهار الاقتصادي

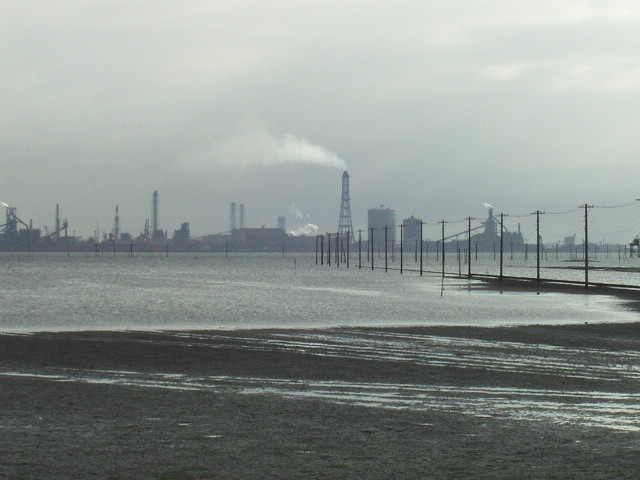
مصنع الحديد الصلب لـ شركة نيبون للحديد الصلب في محافظة تشيبا، حققت صناعة الفحم والمعادن نسبة نمو سنوي بلغت 25% في الستينيات من القرن العشرين

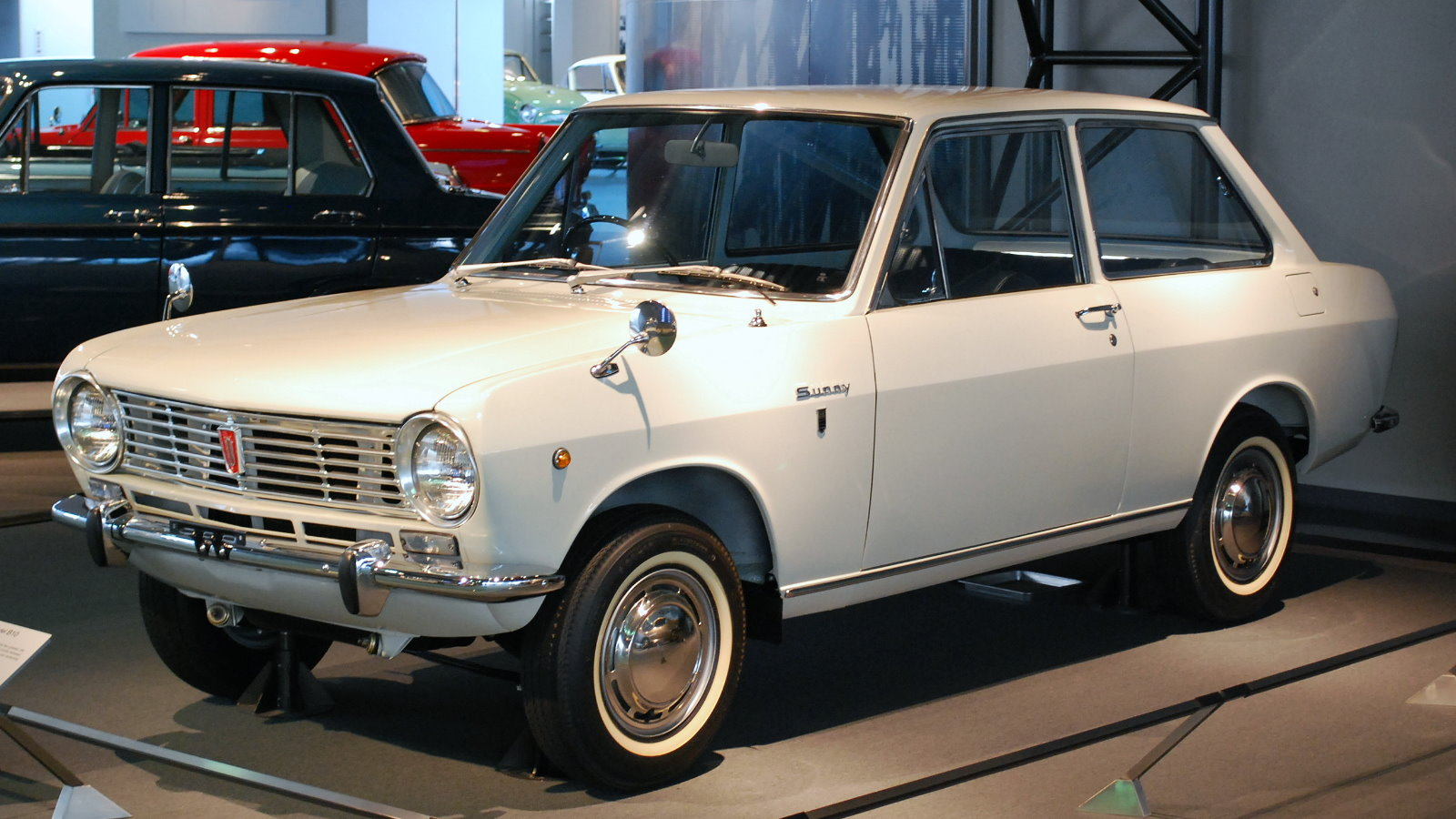
أصبحت السيارة نسيان B10 منخفضة التكلفة رمزًا للطبقة المتوسطة في اليابان في الستينيات

في منتصف العقد الرابع من القرن العشرين وحتى نهايته هددت تكاليف الحرب بحدوث دمار اقتصادي في اليابان. فقد كان التضحم الاقتصادي والبطالة والنقص في جميع المجالات متفاقمًا بعد الحرب العالمية الثانية. لكن لم يتحقق التحسن الاقتصادي في اليابان نتيجة جهود اليابان بمفردها. فقد لعبت الإدارة الأمريكية، تحت إشراف القائد الأعلى لقوات التحالف (SCAP)، دورًا محوريًا في تعافي الاقتصاد الياباني في بدايته، رغم أن الإجراءات التي اتخدتها الحكومة اليابانية كانت تدعم النمو السريع بعد الحرب. فقد كان المسؤولون في القيادة العليا لقوات التحالف يرون أن التنمية الاقتصادية لن تحقق الديمقراطية فقط في اليابان، ولكنها ستحول أيضًا دون عودة ظهور السياسة العسكرية وستعيق الشيوعية. ولقد أضافت العمليات العسكرية العدائية في شبه جزيرة كوريا المزيد من الدعم للاقتصاد عام 1950 فقد دفعت الإدارة الأمريكية للحكومة اليابانية مبالغ طائلة من أجل عمليات «شراء خاصة».وكانت تلك المدفعوعات تعادل 27% من إجمالي حركة التصدير اليابانية. ولقد أصرت الولايات المتحدة أيضًا على دخول اليابان الاتفاقية العامة للتعريفة الجمركية والتجاراتفاقية الجات كـ «عضو مؤقت» - رغم معارضة بريطانيا. وفي أثناء الحرب الكورية، انسحبت القيادة العامة لقوات التحالف وأعادت معاهدة السلام مع اليابان السيادة للحكومة اليابانية.

## الإسهامات الحكومية
استمرت فترة التعافي المالي في اليابان حتى بعد انسحاب القيادة العامة لقوات التحالف وكان الازدهار الاقتصادي مدفوعًا بانتهاء الحرب الكورية. لقد صمد الاقتصاد الياباني أمام الركود الكبير الناتج عن خسارة المدفوعات الأمريكية لعمليات الشراء العسكرية واستمر في تحقيق المكاسب. ومع نهاية الستينيات كانت اليابان قد نفضت أشلاء الحرب العالمية الثانية لتحقق تعافيًا اقتصاديًا سريعًا مذهلاً وكاملاً. فوفقًا لميكيسو هين، شهدت الفترة المؤدية إلى نهاية الستينيات «أعظم سنوات الرخاء في اليابان منذ أن حبست إلهة الشمس نفسها خلف باب حجري اعتراضًا على سوء سلوكيات شقيقها سوسانو.» ولقد ساهمت الحكومة اليابانية في المعجزة الاقتصادية في اليابان بعد الحرب بدفع النمو الاقتصادي في القطاع الخاص، أولاً من خلال سن القوانين وتشريعات الحماية التي أدارت الأزمات الاقتصادية إدارة فعالة ثم ركز لاحقًا على التوسع التجاري.

## إدارة إيكيدا وكيرستو
في عام 1954، تطور النظام الاقتصادي لوزارة الصناعة والتجارة الدولية في الفترة من 1949 إلى 1953 ليصبح بأقصى قدراته. فقد اتبع رئيس الوزراء هاياتو إيكيدا، الذي يطلق عليه جونسون «المهندس المعماري الأبرز في المعجزة الاقتصادية في اليابان» سياسة الصناعات الثقيلة. ولقد أدت هذه السياسة إلى نشأة «الاقتراض الزائد» (أسلوب استمر حتى اليوم) حيث يقوم بنك اليابان بإصدار قروض إلى البنوك المحلية والتي تصدر بدورها القروض إلى تكتل الشركات. نظرًا لنقص رأس المال في اليابان في ذلك الوقت، كانت تكتلات الشركات تقترض ما يتجاوز قدراتها على إعادة الدفع، وكانت تقترض غالبًا ما يتجاوز صافي قيمتها، ولقد تسبب هذا إلى لجوء البنوك المحلية بدورها إلى الاقتراض الزائد من بنك اليابان. مما منح بنك اليابان الوطني سلطةً فوق البنوك المحلية المستقلة.
لقد أدى أيضًا نظام الاقتراض الزائد، المقترن بإرخاء الحكومة لقوانين مكافحة الاحتكار (من آثار حكم القيادة العامة لقوات التحالف) إلى عودة نشأة مجموعات تكتلات الشركات المسماة كيرستو التي تعكس تكتلات الشركات أثناء الحرب أو زايباتسو. كيرستو عملت بكفاءة على توزيع الموارد وأصبحت منافسة على المستوى العالمي.
لقد لعبت البنوك المحلية دورًا جوهريًا في قصة نجاح تكتلات الشركات كيرستو، حيث قدمت القروض بسخاء وجعلت امتلاك الأسهم رسميًا في الصناعات المختلفة. فقد دفعت كيرستو كلاًّ من التكامل الأفقي والتكامل الرأسي، ومنعت الشركات الأجنبية من الدخول إلى الصناعات اليابانية. كيرستو ترتبط ارتباطًا وثيقًا بوزارة الصناعة والتجارة الدولية ويوفران معًا من خلال التوضيع المشترك للأسهم، حماية الأسهم من عمليات الاستحواذ الأجنبية. فعلى سبيل المثال، تم تخصيص 83% من تمويلات بنك التنمية الياباني للصناعات الإستراتيجية: بناء السفن وإنتاج الطاقة الكهربائية والفحم الحجري والصلب. ولقد ثبت أن كيرستو قد لعبت دورًا محوريًا في الإجراءات الوقائية التي غلفت الاقتصاد الياباني الناشئ.
كما دعمت كيرستو تغيير سلوكيات المديرين اليابانيين الذين تساهلوا مع انخفاض الأرباح على المدى القصير فقد كانت مجموعات كيرستو أقل اهتمامًا بزيادة أرباح الأسهم والأرباح وكانت معنيةً أكثر بـ مدفوعات الفوائد. فقد كانت تتم المضاربة بما يقرب من ثلثي أسهم الشركة، مما كان يحصن تكتلات كيرستو ضد تذبذبات السوق ويسمح لمديري تكتلات كيرستو بالتخطيط طويل المدى وتعظيم الأسهم السوقية بدلاً من التركيز على الأرباح قصيرة المدى.
أسست إدارة إيكيدا أيضًا سياسة توزيع التجارة الأجنبية، وهو نظام لتنظيم الواردات وضع بهدف منع المنتجات الأجنبية من إغراق الأسواق اليابانية. استخدام وزارة الصناعة والتجارة الدولية هذه السياسة في دفع الاقتصاد من خلال تشجيع الصادرات وإدارة الاستثمار ومراقبة القدرات الإنتاجية. ولقد قامت الوزارة عام 1953 بتنقيح سياسة توزيع التجارة الأجنبية لدعم الصناعات المحلية وزيادة حافز القدرة على التصدير ومراجعة الروابط في نظام التصدير. ولقد أكدت عملية مراجعة لاحقة على هذه السياسة القدرة الإنتاجية القائمة على توزيع التجارة الأجنبية بهدف منع الإغراق الأجنبي.

## «الرواج في الستينيات» والانتقال إلى التصدير
لقد مهدت فترة النمو الاقتصادي السريع ما بين عامي 1955 و1961 الطريق أمام «الرواج في الستينيات» هذا العقد الثاني الذي ارتبط عمومًا بالمعجزة الاقتصادية اليابانية. فقد قدر إجمالي الناتج المحلي في اليابان عام 1965 بما يزيد عن 91 مليار دولار أمريكي. وبعد خمسة عشر عامًا، أي عام 1980، ارتفع إجمالي الناتج المحلي الاسمي ارتفاعًا كبيرًا ليسجل رقمًا قياسيًا قيمته 1.065 تريليون دولار أمريكي.
في ظل قيادة رئيس الوزراء إيكيدا، وزير الصناعة والتجارة الدولية السابق، نفذت الحكومة اليابانية «خطة طموحة لمضاعفة الدخل.» فقام إيكيدا بخفض معدلات الفائدة والضرائب أمام العاملين في القطاع الخاص بهدف تشجيع الإنفاق. بالإضافة إلى ذلك، ونتيجة المرونة المالية التي قدمها برنامج القروض والاستثمار المالي (FILP)، قامت حكومة إيكيدا بتوسعة نطاق الاستثمار سريعًا في إقامة البنية التحتية: في اليابان فقامت بإنشاء مرافق الطرق السريعة والسكك الحديدية فائقة السرعة والمترو والمطارات والموانئ والسدود. وعملت حكومة إيكيدا أيضًا على توسعة نطاق الاستثمار الحكومي في قطاع الاتصالات في الاقتصاد الياباني والذي تجاهلته الحكومات السابقة. ولقد أدى كل إجراء من هؤلاء إلى استمرار توجه اليابان نحو الاقتصاد المُدار الذي يلخص نموذج الاقتصاد المختلط.
إلى جانب التزام حكومة إيكيدا بالتدخل الحكومي وتنظيم الاقتصاد، اتجهت الحكومة نحو تحرير التجارة. فبحلول شهر إبريل من عام 1960 تم تحرير ما يقرب من 41 في المائة من تجارة الواردات (مقارنة بنسبة 22 في المائة عام 1956). وكان إيكيدا يخطط لتحرير التجارة بنسبة 80 في المائة في غضون ثلاثة أعوام. ولكن واجهت خططه معارضةً شديدة من كلا القطاعين اللذين كانا يعملون جاهدين من أجل الإقراض الزائد ومن الجمهور القومي الذي كان يخشى عمليات الاستحواذ من قبل الشركات الأجنبية. وربطت الصحافة اليابانية بين تحرير التجارة وبين «القدوم الثاني لـ السفن الغربية السوداء» و«الجزر اليابانية بلا حماية في مواجهة هجوم شنته القوى الرأسمالية الأجنبية الهائلة» و«جاهزية الاقتصاد الياباني للمعركة الدموية بين رأس المال الوطني ورأس المال الأجنبي.» وكانت خطة مضاعفة الدخل لحكومة إيكيدا ردًا على هذه المعارضة المتزايدة والخوف المنتشر بشأن تحرير التجارة، وتم تبني هذه السياسة لتهدئة التظاهرات العامة. ولقد كانت دوافع إيكيدا براجماتية بصورة أصيلة وقائمة على السياسة الخارجية. ولم ينتقل إلى تحرير التجارة إلا بعد أن أمن سوقًا محميًا بمجموعة من التشريعات الداخلية التي انحازت للمنتجات والشركات اليابانية.
كما قام إيكيدا بإنشاء عدد من وكالات التوزيع الموالية بمساعدة أجنبية بهدف إبداء استعداد اليابان للمشاركة في النظام الدولي ودعم الصادرات. ولم يكن إنشاء تلك الوكالات مجرد امتياز بسيط مُنح للمنظمات الدولية، بل كان أيضًا لتخفيف المخاوف العامة المتعلقة بتحرير التجارة. كما دعم إيكيدا التكامل الاقتصادي العالمي لليابان من خلال الانضمام إلى اتفاقية الجات عام 1963، وصندوق النقد الدولي، ومنظمة التعاون الاقتصادي والتنمية عام 1964. وعندما ترك إيكيدا منصبه، كان إجمالي الناتج المحلي يرتفع بنسبة خيالية تبلغ 13.9 في المائة.
نشر كانيم أكاماتسو عام 1962 مقالته الشهيرة لتقديم فكرة نموذج الإوز الطائر ويتوقع في هذا النموذج أن الدول الأسيوية ستلحق بالعالم الغربي كجزء من تسلسل إقليمي حيث سيتحول إنتاج البضائع الاستهلاكية باستمرار من الدول الأكثر تقدمًا إلى الدول الأقل تقدمًا. ولقد سمي هذا النموذج بهذا الاسم حيث كان أكاماتسو يرى هذا النموذج كصورة الإوز الطائر في تناغم بينما تقوم اليابان بدور القائد المستبصر.

## الاستنتاجات
انتهت فترة النمو مع حدوث فقاعة أسعار الأصول اليابانية عام 1991. ثم تلا ذلك «العقد المفقود» (1991–2000).
تتسق أيضًا نتيجة المعجزة الاقتصادية مع نتيجة الحرب الباردة. ففي حين وصل سوق الأوراق المالية في اليابان إلى أقصى قمة له مع نهاية عام 1989، فقد تعافى لاحقًا عام 1990، ثم انخفض انخفاضًا شديدًا عام 1991. وتتسق نتيجة فقاعة أسعار الأصول اليابانية مع سنة اندلاع حرب الخليج وتفكك الاتحاد السوفيتي.

## الحواشي
1. ↑  Nakamura، Takafusa (1981). "3: Rapid Growth". The Postwar Japanese Economy: Its Development and Structure (book). trans. Jacqueline Kaninski. Tokyo: University of Tokyo Press. ص. 56.
2. ↑  Chalmers Johnson MITI and the Japanese Miracle p. 211